# Progestogen
Progestogeni (gestageni) su grupa hormona srodnih sa progesteronom.
Progestogeni su jedna od pet glavnih klasa steroidnih hormona, pored estrogena, androgena, mineralokortikoida, i glukokortikoida. Svi progestogeni imaju istu osnovnu strukturu sa 21 atomom ugljenika, koja se naziva pregnanski skelet (C21). Slično tome, estrogeni poseduju estranski skelet (C18) a androgeni, andranski skelet (C19).
Progestogeni su dobili ime po njihovoj funkciji u održavanju trudnoće, mada su oni takože prisutni u drugim fazama estrusnih i menstrualnih ciklusa. Progestogenska klasa hormona obuhvata sve prirodne i sintetičke steroide sa pregnanskom osnovom. Eksogeni ili sintetički hormoni se obično nazivaju progestinima.

## Literatura
- Utian WH, Shoupe D, Bachmann G, Pinkerton JV, Pickar JH (2001). „Relief of vasomotor symptoms and vaginal atrophy with lower doses of conjugated equine estrogens and medroxyprogesterone acetate”. Fertil. Steril. 75 (6): 1065—79. PMID 11384629. doi:10.1016/S0015-0282(01)01791-5. (the Women's Health, Osteoporosis, Progestin, Estrogen study)
- Hulley S; Grady D; Bush T;  . (1998). „Randomized trial of estrogen plus progestin for secondary prevention of coronary heart disease in postmenopausal women. Heart and Estrogen/progestin Replacement Study (HERS) Research Group”. JAMA. 280 (7): 605—13. PMID 9718051. doi:10.1001/jama.280.7.605.